# Google Drive
Google Drive è un servizio web di memorizzazione e sincronizzazione online introdotto da Google il 24 aprile 2012. Basato su software open source, comprende il file hosting, il file sharing e la modifica collaborativa di documenti, inizialmente fino a 5 GB, da ottobre 2013, invece fino a 15 GB gratuiti (inclusivi dello spazio di memorizzazione di Gmail e delle foto di Google+) estendibili fino a 30 TB in totale.
Può essere usato via Web, caricando e visualizzando i file tramite il web browser, oppure tramite l'applicazione installata su computer, che sincronizza automaticamente una cartella locale del file system con quella condivisa. Su Google Drive sono presenti anche i documenti creati con Google Documenti.
Al debutto del servizio, i client necessari per sincronizzare i vari tipi di file erano disponibili per i seguenti sistemi operativi: OS X Lion e OS X Snow Leopard per sistemi Macintosh; Windows XP, Windows Vista, Windows 7 e Windows 10 per i PC; Android per smartphone e tablet; iOS per iPhone, iPad e iPod touch. Attualmente la famiglia di sistemi operativi Linux non è supportata, ma esistono client non ufficiali.

## Spazio di archiviazione

Logo di Google Drive fino ad ottobre 2020

Google Drive offre a tutti gli utenti una quota iniziale di spazio per archiviazione online di 15 GB. È possibile ampliare lo spazio da 100 GB fino a 30 TB, attraverso la sottoscrizione di un abbonamento mensile a partire da $ 1,99 al mese per i 100 GB. Il 13 maggio 2013, Google ha annunciato l'unificazione dello spazio di archiviazione gratuito tra Gmail, Google Drive, Google Foto e Google+. Gli utenti dispongono di 15 GB distribuiti tra i loro account.

### Formati di file supportati
Google Drive supporta la visualizzazione in anteprima dei seguenti formati:
solo i file di dimensioni minori di 25 MB sono visualizzabili direttamente.
- File di immagine (.JPEG, .PNG, .GIF, .TIFF, .BMP)
- File video (WebM, .MPEG4, .3GPP, .MOV, .AVI, .MPEGPS, .WMV, .FLV)
- File di testo (.TXT)
- Markup/Codice (.CSS, .HTML, .PHP, .C, .CPP, .H, .HPP, .JS)
- Microsoft Word (.DOC e .DOCX)
- Microsoft Excel (.XLS e .XLSX)
- Microsoft PowerPoint (.PPT e .PPTX)
- Adobe Portable Document Format (.PDF)
- Apple Pages (.PAGES)
- Adobe Illustrator (.AI)
- Adobe Photoshop (.PSD)
- Tagged Image File Format (.TIFF)
- Autodesk AutoCAD (.DXF)
- Scalable Vector Graphics (.SVG)
- PostScript (.EPS, .PS)
- TrueType (.TTF)
- XML Paper Specification (.XPS)
- Tipi di file di archivio (.ZIP e .RAR)

## Google Documenti

Logo di Google documenti

Google Documenti (in inglese Google Docs) è un'applicazione Web e di office automation (o suite per ufficio). È un diretto concorrente del pacchetto Microsoft Office. Consente di salvare documenti di testo e fogli di calcolo nei formati .doc, .odt e .pdf, creare delle presentazioni, fogli di calcolo e moduli HTML. Offerto inizialmente come prodotto a sé stante, è stato poi integrato all'interno di Google Drive il 24 aprile 2012.

### Caratteristiche
La peculiarità dell'applicazione è di risiedere sul server Google e di essere lanciata da remoto, non richiedendo l'installazione di alcun software sul computer locale.
Diversamente da altri applicativi che lavorano da remoto, nemmeno i dati sono salvati in locale.
Questo consente di condividere i file con altri utenti invitati con diversi livelli di privilegio (sola lettura, accesso in scrittura ad alcune parti o a tutto il documento) e di utilizzare i file da qualunque computer tramite cui ci si colleghi alla casella di posta.
La conservazione dei dati non in locale pone però seri problemi di privacy per le aziende e per i singoli, sia per l'utilizzo delle informazioni a scopo di schedature che potrebbe essere fatto da chi gestisce il servizio, sia per il maggiore rischio di attacchi e manipolazioni da parte di soggetti esterni, che si verifica quando i dati risiedono su server sempre connessi a Internet.
Esiste una policy di sicurezza, ma le legislazioni nazionali sulla privacy non sono allineate verso uno standard internazionale.
La cifratura dei dati e l'adozione di protocolli di comunicazione sicura (come SSL) contribuiscono a ridurre il rischio di attacchi esterni, ma non garantiscono un utilizzo appropriato delle informazioni.

#### Documenti (Docs)
Google Documenti nasce all'acquisizione di Writely, un word processor basato su Web creato da Upstartle e lanciato nell'Agosto 2005.
Menu, scorciatoie da tastiera e finestre di dialogo sono simili a quelle che un utente si può aspettare in un word Processor tradizionale come Microsoft Word o LibreOffice.

#### Fogli di lavoro (Sheets)
Permette la creazione di fogli di calcolo.

#### Presentazioni (Slides)
Il 17 settembre 2007 Google ha pubblicato il modulo per la realizzazione di presentazioni in Google Documenti.
Con tale modulo è possibile realizzare presentazioni in stile Powerpoint esportabili in formato .ppt o .pdf.
È possibile importare presentazioni in formato .ppt.

#### Disegni (Drawings)
Disegni permette la creazione di grafici e diagrammi.

#### Moduli (Forms)
Moduli è uno strumento per collezionare informazioni sotto forma di domande (tipo quiz o sondaggio). I dati raccolti sono automaticamente inseriti in un foglio di lavoro con lo stesso nome.

#### Tabelle (Fusion Tables)
Tabelle, ultimo dei moduli aggiunti a Google Documenti, è una applicazione Web dedicata alla gestione e alla visualizzazione di tabelle di dati.
Il servizio Web offre strumenti per la visualizzazione dei dati con grafici a torta, a linea, a barre, a dispersione, cronologici e a mappe geografiche.
Una delle funzioni più importanti introdotte nel modulo Tabelle è la possibilità di geolocalizzare le informazioni in modo automatico.
I dati possono essere importati ed esportati nei formati CSV e KML.

#### Script
Script permette di creare e modificare script.

## Edizioni professionali

### Google Drive for Work
Google Drive for Work è una versione premium di Google Apps for Work presentata alla conferenza I/O di Google il 25 giugno 2014 e resa disponibile immediatamente. Il servizio offre spazio di memorizzazione illimitato, reportistica di controllo file avanzata e servizi di eDiscovery, oltre a ciò che Google definisce "nuovi controlli dettagliati che consentono agli amministratori di personalizzare l'esperienza con Drive, come la selezione dei dipendenti che possono installare il client di sincronizzazione del desktop". Gli utenti possono caricare file con dimensione massima di 5 TB. Per le società con meno di cinque utenti, il limite dello spazio di memorizzazione è fissato a 1 TB per utente. Un comunicato stampa pubblicato sul blog aziendale ufficiale di Google ha assicurato alle aziende che Google cripterà i dati memorizzati sui propri server, oltre alle informazioni che vengono trasmesse o ricevute. Agli utenti premium Google garantirà supporto continuo e il 99,9% di uptime garantito per i propri server.

### Google Drive for Education
Google Drive for Education è stato presentato il 23 settembre 2014. È stato reso disponibile gratuitamente a tutti gli utenti di Google Apps for Education. Include spazio di memorizzazione illimitato e supporto per file individuali con dimensione massima di 62 TB.

## Backup contenuti dispositivo
Sui dispositivi con sistema operativo Android, nelle impostazioni di sistema è presente il servizio di backup (automatico o manuale) di diversi tipi di contenuti e impostazioni memorizzati. Il job di backup è archiviato su Google Drive (dell'account impostato sul dispositivo) in forma nascosta, non accessibile e criptata. In caso di ripristino di fabbrica, è possibile recuperare appena inserito l'account Google utilizzato (consigliabile eseguire il backup manuale prima di ripristinare in modo da riottenere i dati aggiornati).
Nei dispositivi Android dei produttori (Samsung, Huwaei, ecc.) potrebbe esistere anche un servizio di backup proprietario, aggiuntivo rispetto a quello di Google.
Nel corso della seconda metà del 2021 Google ha sostituito Google Drive con Google One nativamente, prima disponibile solo agli utenti premium.

## App di sincronizzazione
Google Drive è anche il nome del servizio (sino a fine 2021 denominato Google Backup & Sync, in italiano Backup e Sincronizzazione) che consente di sincronizzare i contenuti archiviati in locale su un dispositivo. L'app in pratica è un client che, una volta scaricato e installato, permette di allineare in tempo reale le informazioni archiviate nelle cartelle prescelte su Google Drive. A differenza di Google Backup & Sync ora l'app Google Drive esegue anche il procedimento inverso, creando in Esplora risorse un percorso che punta ai contenuti caricati sul cloud di Google (ovviamente per l'account con cui si è eseguito l'accesso).